# Поз, Жан
Жан де Плантавит де Ла Поз (фр. Jean de Plantavit de La Pause; 1579, Сен-Жан-дю-Гар — 21 мая 1651, Маргон, Лангедок — Руссильон, Франция) — французский
священнослужитель, писатель. Учёный-гебраист.
Сын протестантского священника. Образование получил в Ниме и Женеве. Доктор богословия, реформатский священник в Безье. После 1604 года, вероятно, под влиянием иезуитов, перешёл в католическую веру. После рукоположения в сан католического священника отправился в Рим, где изучал теологию и восточные языки, в частности иврит, под руководством известного маронитского исследователя Библии Гавриила Сионита.
Благодаря кардиналу Франсуа де Жуайезу стал известен Марии Медичи и вскоре стал её духовником, позже — капелланом королев Франции и Испании, в том числе Изабеллы Французской, затем стал епископом Лодевским.
Принимал участие в интригах против кардинала Ришельё. Поддержал против него вооружённое восстание в Лангедоке.

## Избранные сочинения
- Déclaration catholique du Sieur de La Pause, Paris: F. Bourriquant, 1604.
- Chronologia praesulum Lodouensium, Aramontii, 1634.
- Planta Vitis seu Thesaurus synonymicus Hebraeo-Chaldaico-Rabbinicus, Lodovae: Typis A. Colomerii, 1644—1645 (3 Bände).
- Florilegium rabbinicum, complectens praecipuas veterum rabbinorum sententias, versione latina et scholiis. Lodovae: Typis Arnaldi Colomerii, 1644.
- Thesaurus synonymicus hebraico-chaldaico-rabbinicus. 1644—1645